# Eustis (Maine)
Pour les articles homonymes, voir Eustis.
La ville de Eustis est une agglomération  qui inclut le village de Stratton située dans le comté de Franklin, dans le Maine aux États-Unis. La population était de 618 lors du recensement de 2010. Elle est accessible par la route Route 27 de l'État du Maine (en).

## Histoire
La région était autrefois le territoire des Amérindiens Abénaquis. Ils habitaient deux villages situés près de Farmington Falls, Narrantsouac et  Norridgewock ; ils cultivaient du maïs et des pommes de terre. La palissade de leur  fort entourait environ un hectare au centre de ce qui est aujourd'hui le village de Farmington Falls. Ils voyageaient vers la vallée du fleuve Saint-Laurent par l'ancienne voie Chaudière-Kennebec. Les villages permanents furent abandonnés  après la guerre anglo-wabanaki en 1724. Inhabitée pour quelques années; mais des Amérindiens du Canada et des trappeurs venus du sud parcouraient et campaient dans la région. En 1775, cet endroit fut le lieu de passage de l'Invasion du Québec par Benedict Arnold.

## Géographie
La ville est située sur la rive de la branche nord de la Rivière Dead (Kennebec), à 35 km de Coburn Gore sur la frontière du Québec à Saint-Augustin-de-Woburn, et à 16 km de la Chaîne des Lacs. Le lac Flagstaff est situé à quelques kilomètres plus à l'est, ainsi que le mont Sugarloaf, Sugarloaf Mountain (Maine) ou une importante station de sports d'hiver y est exploitée. Le lac Rangeley et la ville homonyme sont situés à quelques kilomètres au sud via la route ME16.

## Colonisation
Eustis a été  appelé le canton no 1 du rang 4, Kennebec Purchase ouest de Bingham. Le premier colon était Caleb Stevens du New Hampshire, qui a amené sa femme et ses neuf enfants. À partir de 1831, la moitié nord du canton a été achetée à l’État du Maine, par deux hommes, dont l’un a été Charles L. Eustis de Lewiston (Maine). Cette même année, il a construit une scierie et un moulin à blé. En 1840, le canton a été organisé comme la Plantation d'Hanover, qui, vers 1850, est devenu une partie de la plus grande Plantation de Jackson. Le 30 mars 1857, cependant, le canton était organisé comme Plantation Eustis, nommé d’après son propriétaire au début. Puis, le 18 février 1871, avec une population de 342, il a été officiellement incorporé en tant que ville.